# Марс з плюсом
«Марс з плюсом» (англ. Mars Plus) — науково-фантастичний роман американських письменників Фредерика Пола та Томаса Т. Томаса. Вперше надрукований 1994 року.
Продовження роману «Людина з плюсом» Фредерика Пола.

## Сюжет
Дія розгортається через 50 років після першого роману, коли Марс заселили десятки тисяч людей та кіборгів. Головний герой попереднього роману кіборг полковник Торравей є в романі, але він не є головним героєм. Головна героїня — шпигунка Деметра Коглан, молода жінка з Тексахоми (держави на території Техасу та Оклахоми), яка подорожує на Марс. Деметра шукає інформацію про долину Марінера, яка, на її думку, може мати велике значення, якщо колоністи почнуть перетворювати Марс на планету, схожу на Землю.
Серед шпигунів і нещодавно присланих із Землі дипломатів недосвідчена Деметра відчуває, що на планеті зростає напруженість. Вона дещо дезорієнтована після одужання від нещасного випадку на Землі. Незважаючи на місцеві ризики, Деметра має інтенсивні сексуальні контакти з деякими місцевими колоністами.
Якщо попередній роман концентрується на деталях побудови кіборга Торравея, то в цьому багато описів технічних деталей про життя колоністів, як:
- неймани — прості самовідтворювані роботи, які збирають корисні копалини та збагачують атмосферу;
- проксі — віддалено керовані антропоморфні роботи;
- креоли — нащадки поселенців, які посилили свою адаптацію до Марса хірургічними операціями;
- цукерка — персональний голосовий помічник;
- електромагнітна катапульта для запуску і посадки космічних кораблів;
- мережа — єдина планетарна мережа зі штучним інтелектом, до якої під'єднано всі комп'ютери та камери Марса.

Коли місцеві жителі повстають проти стеження, встановленого комп'ютерною мережею, і хочуть відключити її вищі керівні функції, мережа викрадає Деметру.

## Відгуки
Рецензент із SFBook Reviews критикує книгу, кажучи, що «насправді нічого не відбувається» та заявляє, що немає жодного зв'язку з «Людина з плюсом», окрім присутності кіборга Торравея; крім того, рецензент стверджує, що на питання, поставлені в першому романі, немає відповідей.